# ديفيد وارن
ديفيد وارن (بالإنجليزية: David Warren) ، من مواليد 20 مارس 1920 ، وتوفي بتاريخ 19 يوليو 2010 ، عالم أسترالي، أشتهر بصناعة الصندوق الأسود المخصص للطيران المدني.
توفى عن عم ناهز 85 عام ودفن في مدينة ملبورن.

## النشأة
ولد ديفيد وارن في جزيرة غروت إيلاند باستراليا التابعة لإقليم استراليا الشمالي ، و هو الابن .

## وصلات خارجية
- Biography at Defence Science and Technology Organisation